# Музейный квартал Куопио
Музейный квартал Куопио (фин. Korttelimuseo) — городское пространство из одиннадцати музеефицированных деревянных зданий в Куопио, центре столицы финляндской провинции Северное Саво, открытое для публики в 1982 году.

## Здание 1
В здании расположены выставочный зал и помещение для временных выставок и собраний.

## Здание 2 (Дворянский дом)
В этом здании находится писательская студия Минны Кант с предметами оригинальной обстановки. Интерьер почти полностью состоит из оригинальных предметов, принадлежавших Минне Канте. Здание относится к началу XIX века и второй половине века. В здании жил например окружной врач Андерс Эдвин Нюляндер.

## Здание 3 (Уездный суд)
Здание приобрело свой первый вид в 1849 и 1877 в результате модификации здания. Здание содержит старые части, полученные из ранее расположенных зданий. В этом здании не проводятся постоянные экспозиций.

## Здание 4, 5, 6 и 10 (Дворовые постройки)
На этом участке были построены два жилых здания, а также установлен флигель, в котором разместились два магазина в 1862 году. В 1914 году в квартале работал детский сад. Дворовые постройки 4 и 5 находились в этом квартале изначально, а подсобные помещения 6 и 10 были перенесены в 1980 году из центра Куопио. Здание 6 летом открыто для посетителей. К западной стене здания 5 был пристроен маленький сарай.

## Здание 7 (Ткацкая мастерская и ателье)
Здание 7 в стиле классицизма было построено Петтером Коппоненом в 1871 году и изначально располагалось на улице Туллипортинкату 36, откуда в 1974 году было перевезено в музейный квартал. Точной информации о времени перестройки нет.

## Здание 11 (историческая аптека)
Историческая аптека Куопио находится на пересечении улиц Минны Кант и Маахерранкату. Здание используется в качестве музея с 1987 года.

## Здание 12 (дом 1930-х годов)
Здание 12 показывает жизнь семьи государственного служащего в 1930-е годы. В доме было все необходимое для жизни современного человека: электричество, водопровод и центральное отопление. Небольшой жилой дом был построен в середине XIX века, но в 1930-годах был проведен ремонт, который придал зданию новые черты.

## Здание 13 (мастерская сапожника)
Здесь находится мастерская сапожника, а также в это здание входит жилое помещение, которое предназначено для семьи промышленных рабочих, а интерьер здания содержит предметы искусства XIX—XX вв.